# Covinhas de Vênus

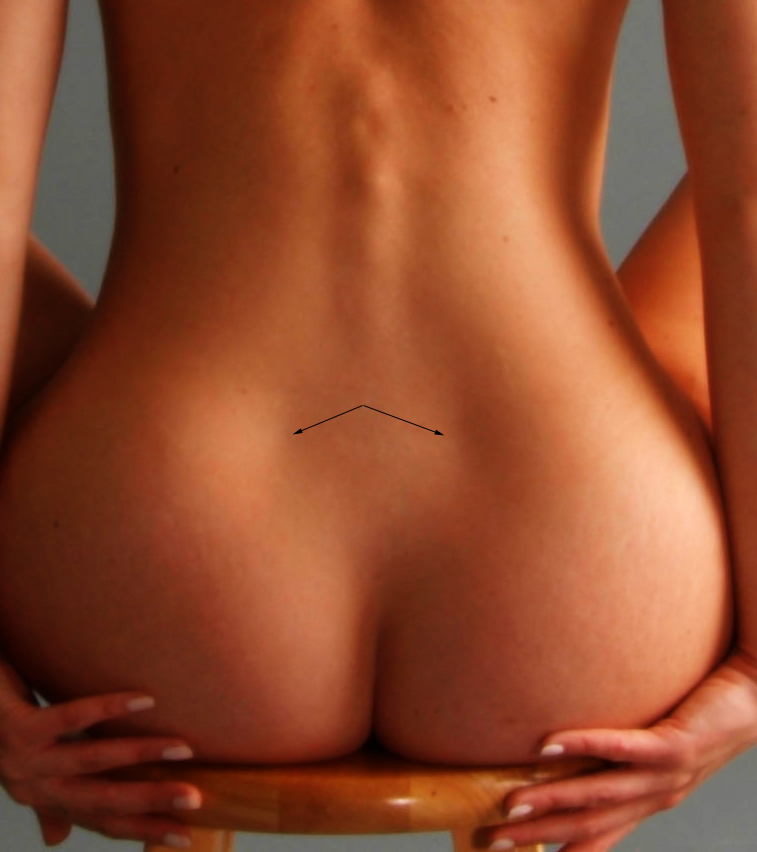
Dorso feminino com covinhas de Vênus indicadas por setas.

As covinhas de Vênus (também conhecidas como covinhas nas costas ou covinhas nas nádegas) são recortes simétricos sagitais às vezes visíveis na região lombar humana, logo superiores à fenda glútea. Elas são diretamente superficiais às duas articulações sacroilíacas, os locais onde o sacro se liga ao ílio da pelve. Uma linha imaginária que une as duas covinhas de Vênus passa pelo processo espinhoso da segunda vértebra sacral.

## Visão geral
O termo "covinhas de Vênus", embora informal, é um nome historicamente aceito na profissão médica para a topografia superficial das articulações sacroilíacas. O nome latino é fossae lumbales laterales ("fossas lombares laterais"). Essas indentações são criadas por um ligamento curto que se estende entre a coluna ilíaca superior posterior e a pele. 
Foram batizadas em homenagem a Vênus, a deusa romana da beleza, às vezes são consideradas uma marca de beleza. As características podem ser vistas nas costas feminina e masculina, mas parecem ser mais comuns e mais proeminentes nas mulheres. 
Outro uso do termo "covinhas de Vênus" na anatomia cirúrgica refere-se a dois recuos simétricos na face posterior do sacro, que também contêm um canal venoso. Eles são usados como ponto de referência para encontrar as facetas articulares superiores do sacro como um guia para colocar parafusos pediculares sacrais na cirurgia da coluna.
Nos anos 2010, as covinhas nas costas se tornaram um local popular para as mulheres receberem piercings transdérmicos no corpo.